# Psychotria brachystigma
Psychotria brachystigma är en måreväxtart som först beskrevs av Ignatz Urban, och fick sitt nu gällande namn av Ined.. Psychotria brachystigma ingår i släktet Psychotria och familjen måreväxter. Inga underarter finns listade i Catalogue of Life.